# Corythucha

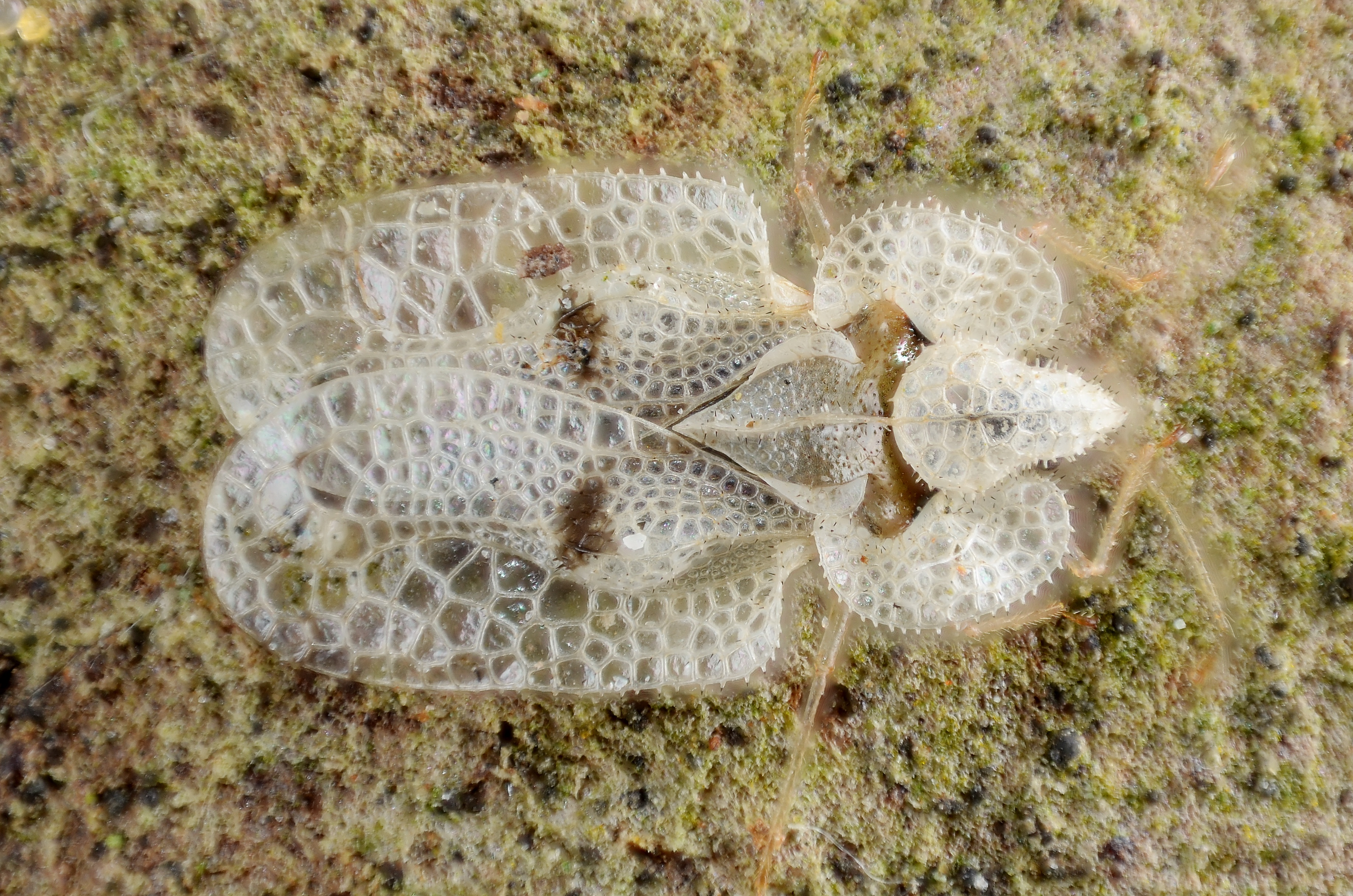
Platanen-Netzwanze (Corythucha ciliata)

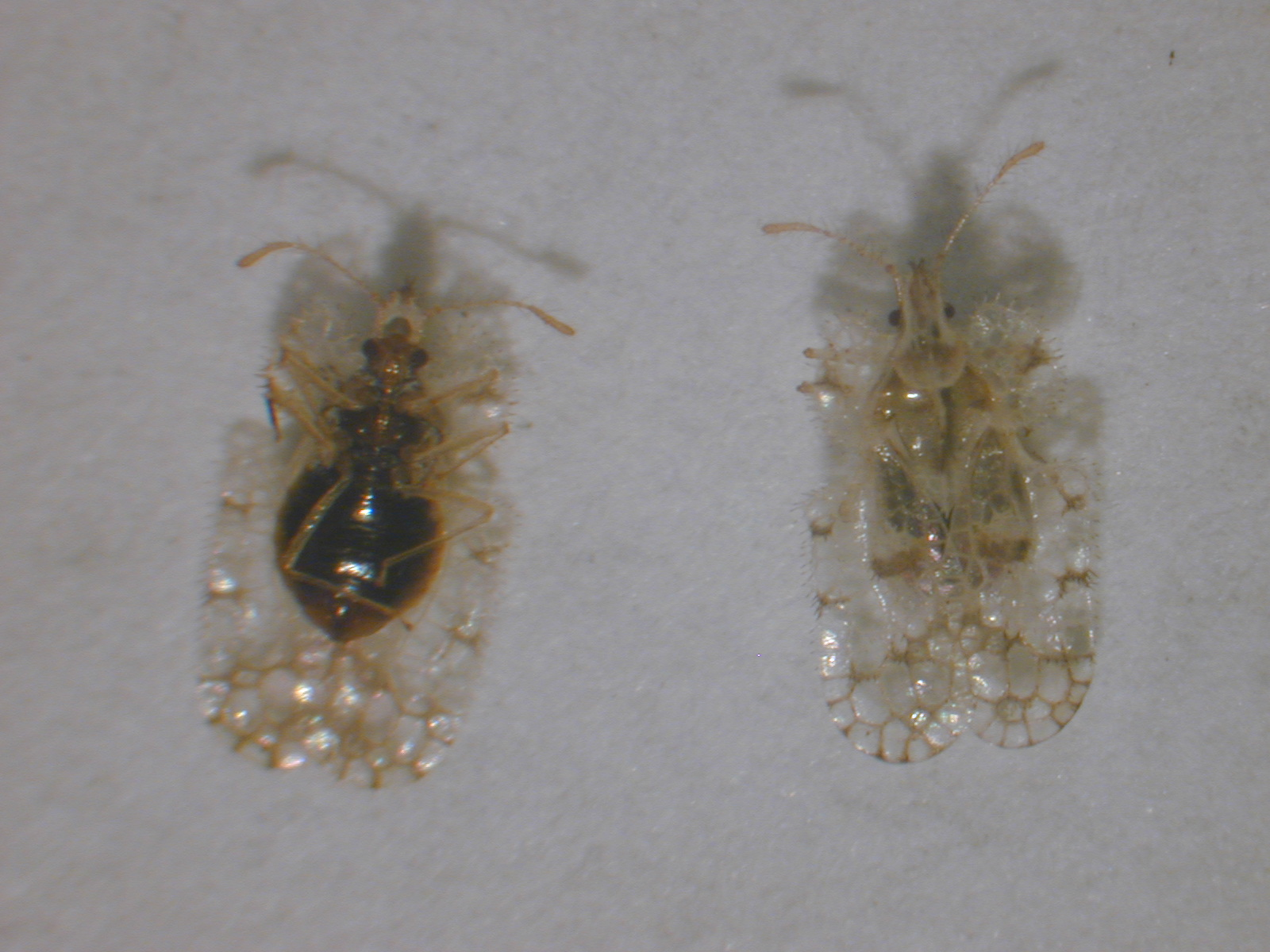
Corythucha gossypii

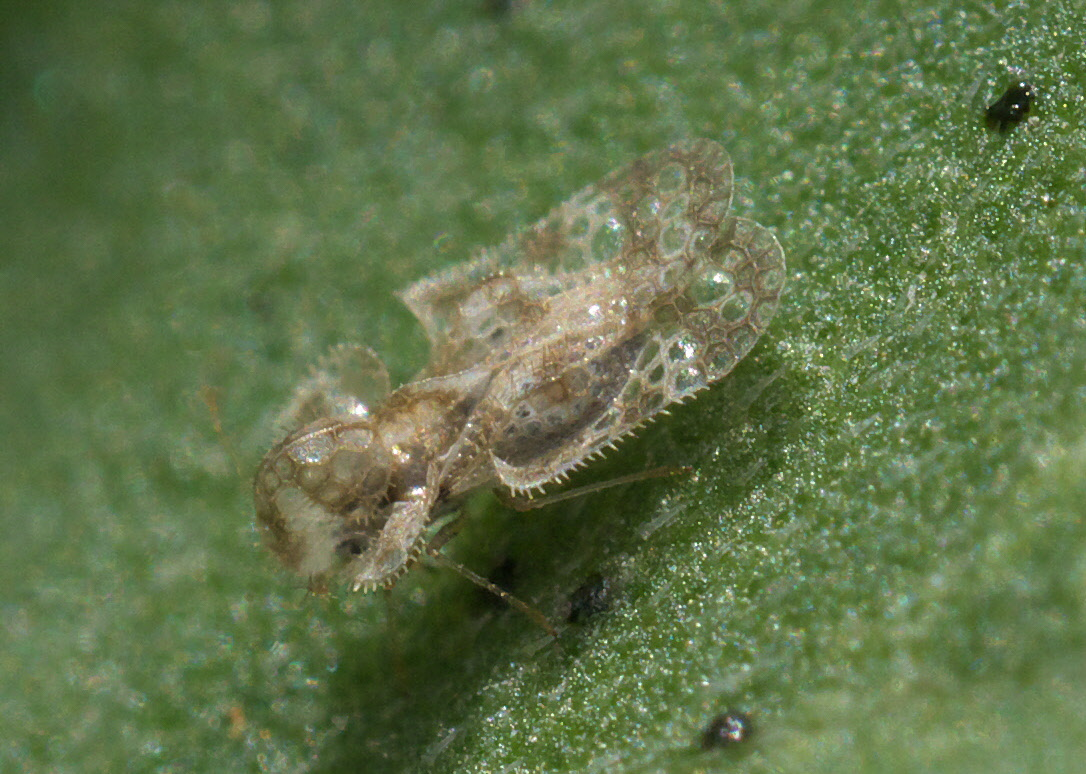
Corythucha marmorata

Corythucha ist eine Gattung aus der Familie der Netzwanzen (Tingidae). Das Taxon wurde von dem schwedischen Entomologen Carl Stål im Jahr 1873 aufgestellt. Die Typusart ist Tingis fuscigera. Die Gattung ist in der Nearktis und Neotropis heimisch und umfasst etwa 70 Arten. Die größte Artenvielfalt mit ungefähr 50 Arten weist die Gattung in Nordamerika auf. Etwa 10 Arten kommen in Südamerika vor. Mehrere Arten wurden auf andere Kontinente verschleppt. In Deutschland kommen seit 1983 die Platanen-Netzwanze (C. ciliata) und seit 2021 die Eichennetzwanze (C. arcuata) vor.

## Merkmale
Vorderflügel und Halsschild bestehen aus einer netzartigen Struktur. Der Kopf ist kurz, der Clypeus überragt nicht die apikale Hälfte des ersten Fühlerglieds. Der Kopf weist keine Dorne auf. 
Die Wangenplatten (Bucculae) sind hinten geschlossen. Die flachen Gruben (rostral sulcus) seitlich des Rüssels (Rostrum) werden nicht von einem Querkiel unterbrochen. Das Pronotum weist drei Kiele auf, wobei der Mittelkiel die beiden Seitenkiele überragt. Der haubenförmige vordere Teil des Pronotums überragt das vordere Kopfende und verjüngt sich dabei nach vorne. Das Paranotum (seitliche Erweiterung des Pronotums) ist stark ausgeprägt und subvertikal ausgerichtet. Es weist am Rand eine Dornreihe auf. Paranotale basale Falten sind vorhanden. Die Hemielytren weisen einen schwach ausgeprägten Clavus auf, der fast vollständig vom Hinterrand des Pronotums bedeckt wird. Die Vorderflügel weisen diskoidal eine haubenartige Erhöhung auf. Die diskoidale Zelle reicht nicht über die Mitte der Hemielytren.

## Lebensweise
Die Netzwanzen der Gattung Corythucha überwintern als Imagines entweder in der Bodenstreu oder an geschützten Stellen an oder nahe ihren Wirtspflanzen. Die Eier werden in kleineren Gruppen an der Blattunterseite der Wirtspflanzen abgelegt, wobei ein Teil des Eis in das Pflanzengewebe hineingestochen wird. Die Netzwanzen weisen fünf Nymphenstadien auf. Abhängig von den klimatischen Gegebenheiten können zwischen einer und vier oder mehr Generationen im Jahr gebildet werden. Sowohl die Larven als auch die ausgewachsenen Wanzen saugen an den Blättern ihrer Wirtspflanzen. Zu diesen gehören hauptsächlich Bäume und Sträucher. Die Wanzenarten weisen mit wenigen Ausnahmen ein schmales Wirtsspektrum auf. Corythucha gossypii nutzt u. a. Ricinus communis als Wirtspflanze und gilt in den entsprechenden Anbaugebieten als ein Agrarschädling.

## Arten (Auswahl)
Im Folgenden eine Liste von Arten der Gattung Corythucha mit Informationen zum Verbreitungsgebiet:
- Corythucha aesculi (Osborn & Drake, 1916) – Nordamerika
- Corythucha arcuata (Say, 1832) – Nordamerika, Europa, Kleinasien
- Corythucha ciliata (Say, 1832) – Nordamerika, Mexiko, Europa, China
- Corythucha confraterna Gibson, 1918 – Mexiko
- Corythucha cydoniae (Fitch, 1861) – Nordamerika, Mexiko, Indien
- Corythucha fuscigera (Stål, 1862) – Mexiko, Südamerika
- Corythucha fuscomaculata (Stål, 1858) – Mexiko, Kolumbien, Philippinen
- Corythucha globigera Breddin, 1901 – Kolumbien, Ecuador
- Corythucha floridana (Heidemann, 1906) – Nordamerika
- Corythucha gossypii (Fabricius, 1794) – Süd- und Mittelamerika, Indien, Zentralasien, Armenien, Samoa, Kamerun, Nigeria
- Corythucha hispida Uhler, 1894 – Kanada, Guatemala
- Corythucha juglandis (Fitch, 1857) – Nordamerika
- Corythucha marmorata (Uhler, 1878) – Nordamerika, Mexiko, Asien
- Corythucha mcelfreshi Drake, 1921 – Mexiko
- Corythucha morrilli (Osborn & Drake, 1916) – Nordamerika, Kolumbien, Mittelamerika, Mexiko
- Corythucha pergandei (Heidemann, 1906) – Nordamerika
- Corythucha setosa Champion, 1897 – Mexiko
- Corythucha spinosa (Dugès, 1889) – Kolumbien, Aruba
- Corythucha ulmi (Osborn & Drake, 1916) – Nordamerika
- Corythucha unifasciata Champion, 1897 – Mexiko